# Брюссо, Мишель
Мише́ль Брюссо́ (фр. Michel Brusseaux; 19 марта 1913 — 28 февраля 1986) — французский футболист и футбольный тренер. Участник чемпионата мира 1938 года.

## Биография

### Клубная карьера
Начинал карьеру в любительском клубе «Хаммам Боу Хаджар». В 1936 году перешёл в «Ниццу», за которую играл один сезон. В 1937 году перешёл в «Сет», в составе которого играл два сезона и в 1939 году выиграл чемпионский титул.
В 1939 году перешёл в «Сент-Этьен». Из-за Второй мировой войны и последующей оккупации страны немецкой армией приостановил карьеру. После освобождения страны вернулся в профессиональный футбол и играл за «Сент-Этьен» в течение трёх сезонов. В 1947 году перешёл в «Нанси», в составе которого отыграл один сезон.

### Карьера в сборной
Дебютировал за сборную Франции 26 мая 1938 года в товарищеском матче со сборной Англии — Франция проиграла со счётом 2:4. Это был его единственный матч за национальную сборную. Принимал участие на чемпионате мира 1938 года, но на том турнире был запасным и на поле не выходил.

### Тренерская карьера
С 1957 по 1958 год работал главным тренером «Аяччо».

### Смерть
Скончался 28 февраля 1986 года в возрасте 72 лет.

## Достижения
«Сет»
- Чемпион Франции (1): 1937/38